# Make It Tonight
Make It Tonight is een nummer van de Schotse band Wet Wet Wet uit 1991. Het is de eerste single van hun derde studioalbum High on the Happy Side.
Het nummer leverde de band een bescheiden hit op in hun thuisland het Verenigd Koninkrijk, waar het de 37e positie bereikte. Daarbuiten werd het geen hit.

## Tracklijst
- 7"

1. "Make It Tonight" - 4:05
2. "Ordinary Love" - 2:54